# Língua brasileira de sinais

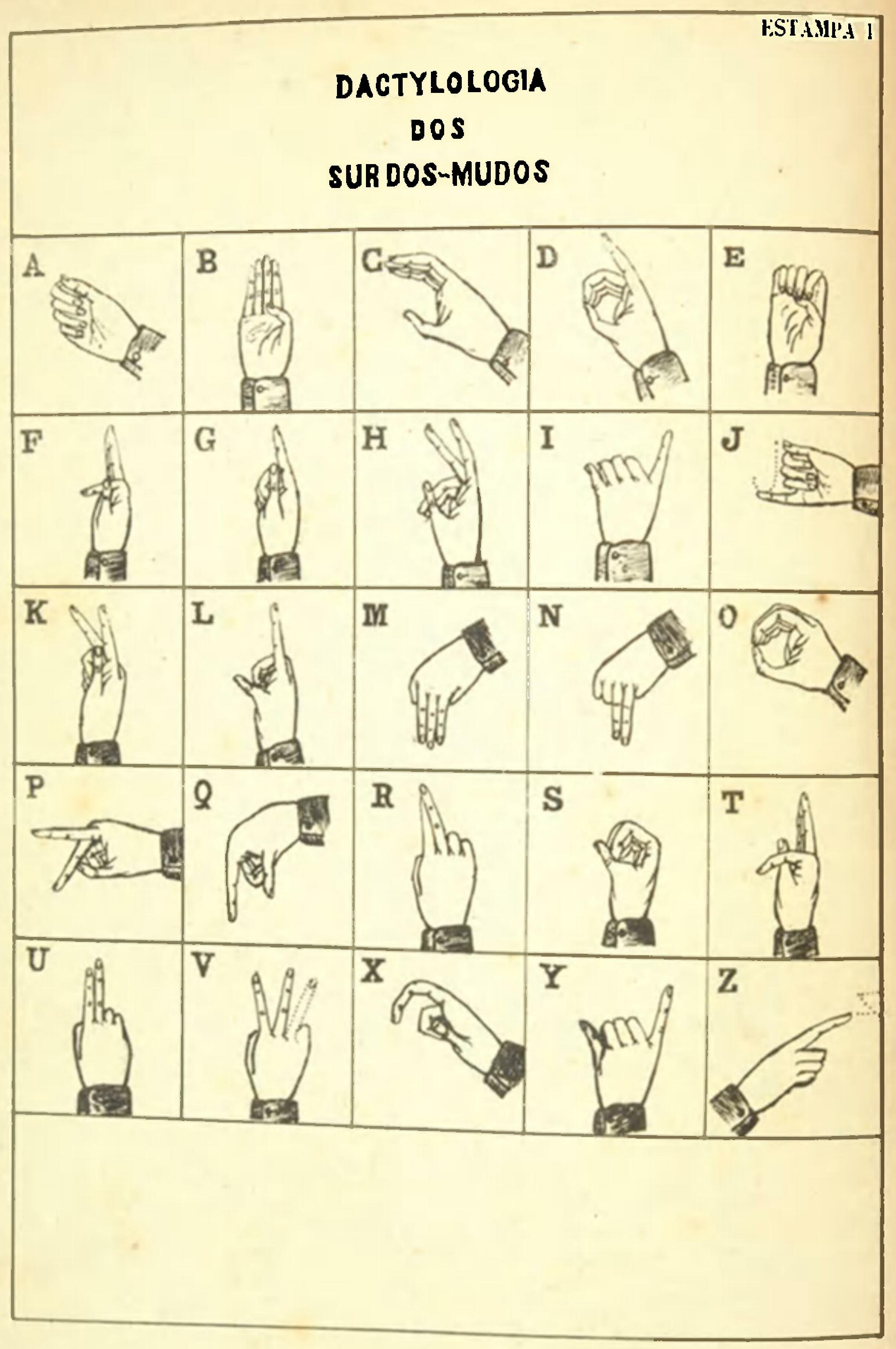
Alfabeto em sinais

A Língua Brasileira de Sinais (Libras) é a língua de sinais usada por surdos dos centros urbanos brasileiros e legalmente reconhecida como meio de comunicação e expressão. É derivada tanto de uma língua de sinais autóctone, que é natural da região ou do território em que é empregada, quanto da antiga língua de sinais francesa; por isso, é semelhante a outras línguas de sinais da Europa e da América. A Libras não é uma gestualização da língua portuguesa, e sim uma língua à parte. Cada país possui sua própria língua de sinais, tendo cada uma um nome próprio, como em Portugal, onde adota-se a Língua Gestual Portuguesa (LGP).
A Libras não é a "segunda língua oficial do Brasil". Ela é reconhecida como meio de comunicação e expressão dos surdos sinalizados brasileiros, e, de acordo com a Lei de Libras, ela não substitui a modalidade escrita da língua portuguesa (língua oficial do país).
Assim como as diversas línguas naturais e humanas existentes, ela é composta por níveis linguísticos como: fonologia, morfologia, sintaxe e semântica. Da mesma forma que nas línguas orais-auditivas existem palavras, nas línguas de sinais também existem itens lexicais, que recebem o nome de sinais. A diferença é sua modalidade de articulação, a saber visual-espacial, ou cinésico-visual, para outros. Assim sendo, a comunicação em Libras não envolve apenas o conhecimento dos sinais, mas o domínio de sua gramática para combinar as frases, estabelecendo a comunicação de forma correta, evitando o uso do "português sinalizado".
Os sinais surgem da combinação de configurações de mão — é a forma que a mão está e que compõe a estrutura do sinal —, movimentos e de pontos de articulação — locais no espaço ou no corpo onde os sinais são feitos — e também de expressões faciais e corporais que transmitem os sentimentos, que são transmitidos pela entonação da voz nas línguas orais, os quais juntos compõem as unidades básicas dessa língua. Assim, a Libras se apresenta como um sistema linguístico de transmissão de ideias e fatos, oriundos de comunidades de pessoas surdas do Brasil. Como em qualquer língua, também na Libras, existem diferenças regionais. Estas diferenças são chamadas de regionalismo. É quando há mais de uma maneira de representar uma mesma palavra.

## Histórico

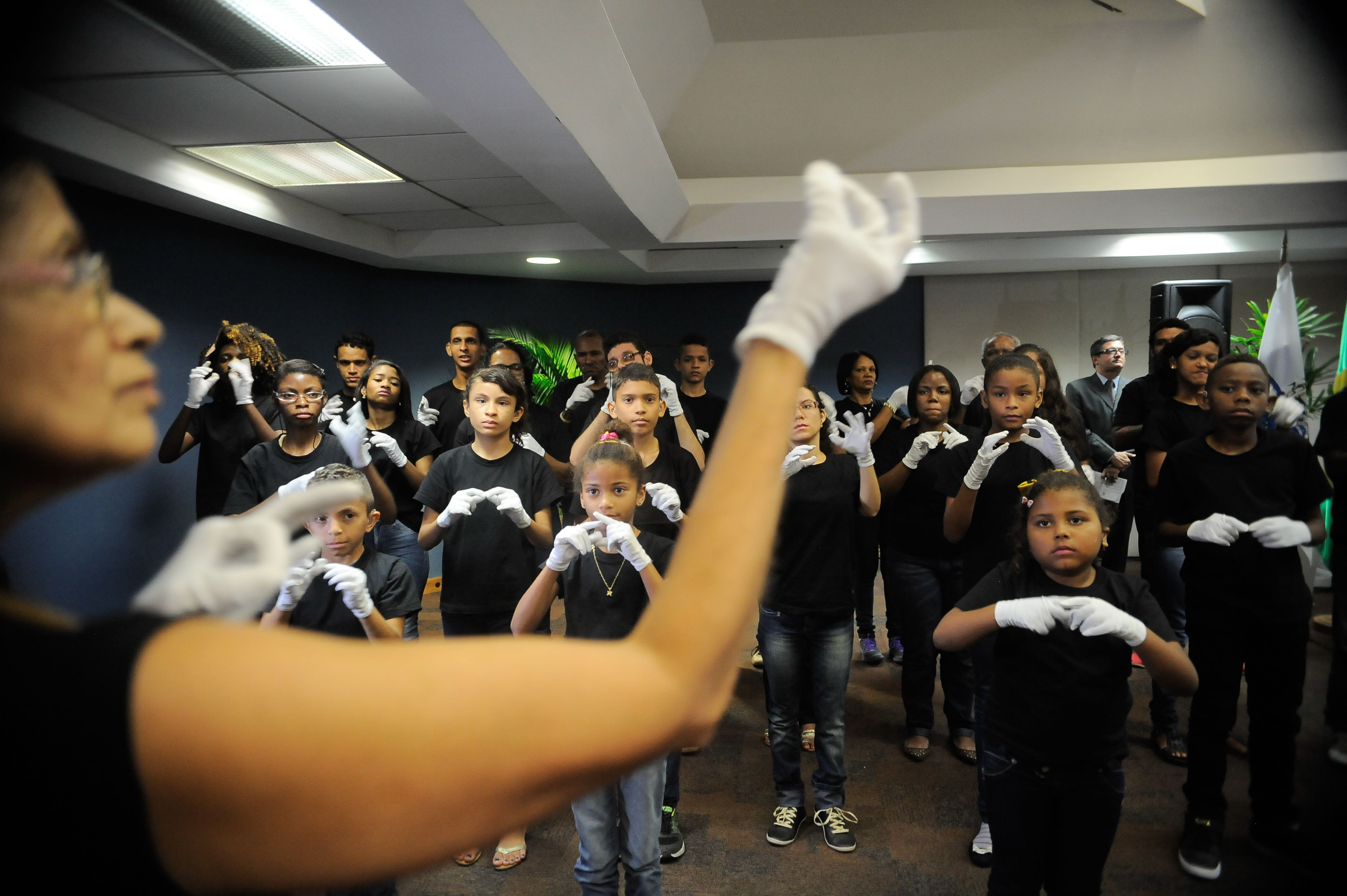
Coral de libras

O antigo Instituto dos Surdos, hoje, Instituto Nacional da Educação de Surdos (INES) foi a primeira escola para surdos no Brasil, fundada em 1857 por Dom Pedro II e teve como primeira denominação o nome Collégio Nacional para Surdos (de ambos os sexos). Foi a partir deste, com a miscigenação da antiga língua de sinais brasileira com a antiga língua de sinais francesa, que, definitivamente, nasceu a Língua Brasileira de Sinais.
Por ser a única instituição para surdos no país e no continente, o INES foi muito procurado por brasileiros e estrangeiros, virando referência na educação, socialização e profissionalização de surdos.
No entanto, em 1880, houve em Milão um congresso que  sugeriu o uso da oralidade ao invés da a língua de sinais (gestual), achou-se por melhor julgando que esta seria de melhor valia para a educação e o aprendizado dos surdos. Muitos surdos e professores criticaram tal ação, pois legitimavam a comunicação sinalizada. Além da língua de sinais diversas outras línguas minoritárias da Itália sofreram com a medida.
Através de diversos movimentos e muita pesquisa na área, foi legitimada como língua a comunicação gestual entre surdos. Foi apenas no fim do século XX  que os movimentos se intensificaram querendo a oficialização da Língua Brasileira de Sinais, em 1993 o projeto de lei entrou na longa batalha para a regulamentação da Libras no país.
Mesmo com um andamento lento, o progresso para a cultura surda acontece. O século XXI começou e fez a Libras realmente avançar.
Apenas no ano de 2002 a língua brasileira de sinais foi reconhecida como meio legal de comunicação e expressão, através da Lei 10.436, de 24 de abril de 2002, apesar de não poder substituir a modalidade escrita da língua portuguesa. Em 2003 foi aprovada a Portaria nº 3.284, que dispõe sobre a acessibilidade dos surdos dentro das universidades brasileiras. No ano seguinte, em 2004, foi ratificado o Decreto nº 5.296, o qual estabeleceu mais prerrogativas legais de acessibilidade.
Em 2005, através do decreto 5.626 a língua brasileira de sinais foi regulamentada como disciplina curricular. Já em 2007, a estrutura de língua foi aplicada a Libras, já que ela é uma língua natural e possui complexidades próprias e comunicação eficaz. Em 2010 foi regulamentada a profissão de Tradutor/ Intérprete de Libras através da Lei 12.319 de 1° de Setembro de 2010, simbolizando mais uma grande conquista.
Em 6 de julho de 2015, entrou em vigor a Lei nº 13.146, denominada Lei Brasileira de Inclusão de Pessoa com Deficiência (Estatuto da Pessoa com Deficiência), a qual incumbiu ao poder público, entre outras coisas, a oferta de educação bilíngue.
É dever do Poder Público garantir acesso e educação para surdos nas escolas regulares de ensino, garantindo seu aprendizado e progressão educacional.

## Legalidade da Libras
Portanto, a partir desta lei, a Língua Brasileira de Sinais passou a ser considerada como um meio de comunicação e expressão e não interpretada apenas por gestos ou mímicas. Mesmo com o passar dos anos a Língua Brasileira de Sinais continua fazendo parte de uma minoria linguística na qual é constituída por surdos e o meio social em que ele vive, através dessa língua ele consegue mostrar sua capacidade e seu desenvolvimento no meio social.

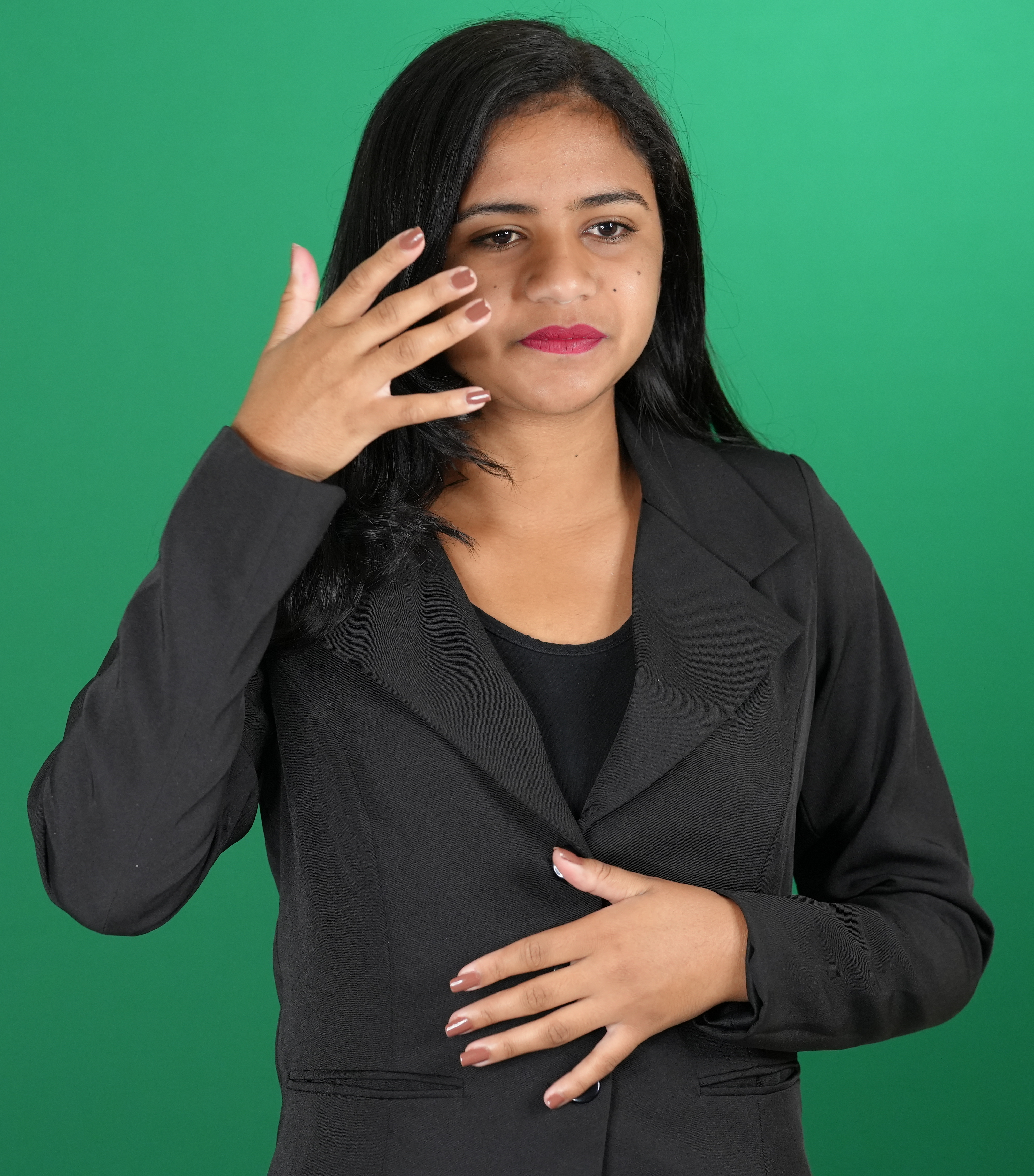
Intérprete de LIBRAS

A Libras foi reconhecida como a língua oriunda das comunidades surdas do país, através da lei nº10.436/2002, garantido o seu direito de reconhecimento como língua de manifestação e expressão das pessoas surdas no acesso à educação, à saúde, à cultura e ao trabalho.
Estão garantidas no Brasil, por parte do poder público em geral e empresas concessionárias de serviços públicos, formas institucionalizadas de apoiar o uso e difusão da língua brasileira de sinais como meio de comunicação objetiva e de utilização corrente das comunidades surdas do Brasil. O governo do estado brasileiro de São Paulo produziu um dicionário voltado para os surdos, elaborado com o intuito de diminuir ao máximo a exclusão digital. Produzido em CD-ROM, o dicionário tem 43 606 verbetes, 3 000 vídeos, 4 500 sinônimos e cerca de 3 500 imagens.
Entre as iniciativas em órgãos públicos para possibilitar a acessibilidade a surdos e cidadãos que se comunicam por sinais está a apresentação de ideias legislativas em Libras pelo Portal e-Cidadania. O Senado se tornou o primeiro órgão do Brasil a receber ideias legislativas por meio de vídeo, em 2019. A primeira ideia legislativa apresentada em Libras já foi transformada em projeto de lei.
Além de ser reconhecida a nível nacional desde 2002, a Libras também foi oficializada a nível municipal em Belo Horizonte, Curitiba, Ouro Preto e Salvador. No Rio de Janeiro, o ensino de Libras foi oficializado no currículo da rede municipal de ensino.
24 de abril foi oficializado como o Dia Nacional da Língua Brasileira de Sinais.

## Libras e a Fonoaudiologia
A fonoaudiologia é uma área da ciência que estuda e cuida de todos os processos de comunicação humana e seu desenvolvimento. Tem uma grande variedade de áreas de atuação, indo desde áreas clínicas da saúde, como a disfagia e fonoaudiologia hospitalar até em áreas educacionais, como a fonoaudiologia educacional.
A Libras e a fonoaudiologia trabalham em conjunto, pois o profissional de fonoaudiologia trabalha desde o diagnóstico até na inclusão social do surdo.  O fonoaudiólogo está em contato com o paciente surdo ou  deficiente auditivo, desde a escolha da prótese auditiva fazendo a habilitação  e  também a reabilitação auditiva através da terapia fonoaudiológica[carece de fontes?]

### Reabilitação auditiva
A reabilitação auditiva é composta por métodos que ajudam a melhorar a audição de um indivíduo. É importante para que o paciente perceba a melhora de vida após inserção da amplificação sonora.

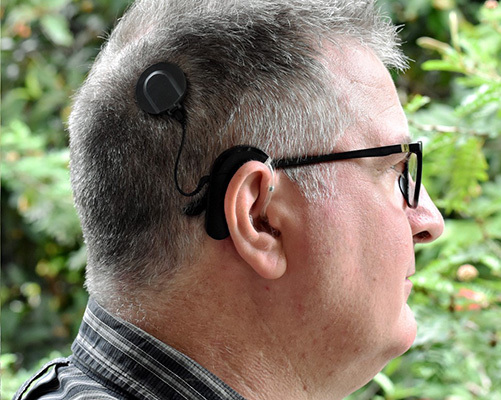
Usuário com implante coclear

Registros históricos mostram que a reabilitação auditiva de pessoas surdas era inicialmente feito pela área da educação especial, onde os profissionais usavam seus saberes pedagógicos de ensino para a fala aplicando exercícios articulatórios e de compreensão auditiva aos alunos, e o fonoaudiólogo ficando somente com o papel clínico de avaliar a falta de audição do paciente.
Foi somente depois do Decreto n.5.626, de 22 de dezembro de 2005, onde determinou-se a inclusão da disciplina de Libras como obrigatória nos cursos de fonoaudiologia e na formação de professores, que iniciou-se o pensamento de que na área fonoaudiológica, os surdos poderiam ser vistos mais do que somente sendo pessoas que biologicamente não ouvem.
A terapia fonoaudiológica com objetivo de reabilitação auditiva busca aproximar e melhorar o desenvolvimento de uma criança surda de outra sem perda auditiva. Isso quer dizer que a linguagem oral não é algo essencial para a escolarização desta criança, mas que é um estimulador para a aprendizagem e para o desenvolvimento global dela.
Na terapia, são trabalhadas a memória auditiva, a localização sonora, o reconhecimento auditivo, figura fundo, também a capacidade de processar e compreender informações auditivas de forma detalhada e outros.
Para aquelas crianças que têm como primeira língua a Libras, há uma proposta educacional que contribui para o letramento tanto da primeira língua, quanto da segunda, que neste caso seria a língua portuguesa. É chamado de bilinguismo. Ele possibilita que o indivíduo tenha uma melhor inserção ao meio sociocultural ao que pertence, convivendo entre surdos e ouvintes.

## Convenções para a transcrição
A Libras, como as outras línguas de sinais, não tem um sistema de escrita largamente adotado, embora existam algumas propostas, como a SignWriting e a "ELiS", que estão sendo usadas em algumas escolas e publicações. A ELiS representa a Libras e qualquer outra língua de sinais, por meio de "letras" próprias, denominadas visografemas, as quais representam graficamente os elementos fonológicos das línguas de sinais, ou seja, seus parâmetros. O signwriting é também uma linguagem simbólica, que é representada por elementos geométricos e desenhos representativos em forma de gráfico que busca determinar o sinal feito pelos parâmetros estabelecidos pela língua de sinais a ser expressada manualmente. Mesmo mediante essas possiblidades de escrita da Libras por ela mesma, com sistemas que a representam em todos os seus níveis linguísticos, a Libras ainda tem sido transcrita usando palavras em português que correspondem ao significado dos sinais, apesar de essa correspondência ser muito imprecisa. Para indicar que a palavra em português indica um sinal, ela é grafada convencionalmente em letras maiúsculas, por exemplo: LUA, BOLO.